# Ristjärnarna (Lima socken, Dalarna, 677259-133195)
Ristjärnarna är en sjö i Malung-Sälens kommun i Dalarna och ingår i Göta älvs huvudavrinningsområde.